# Duncan Charters

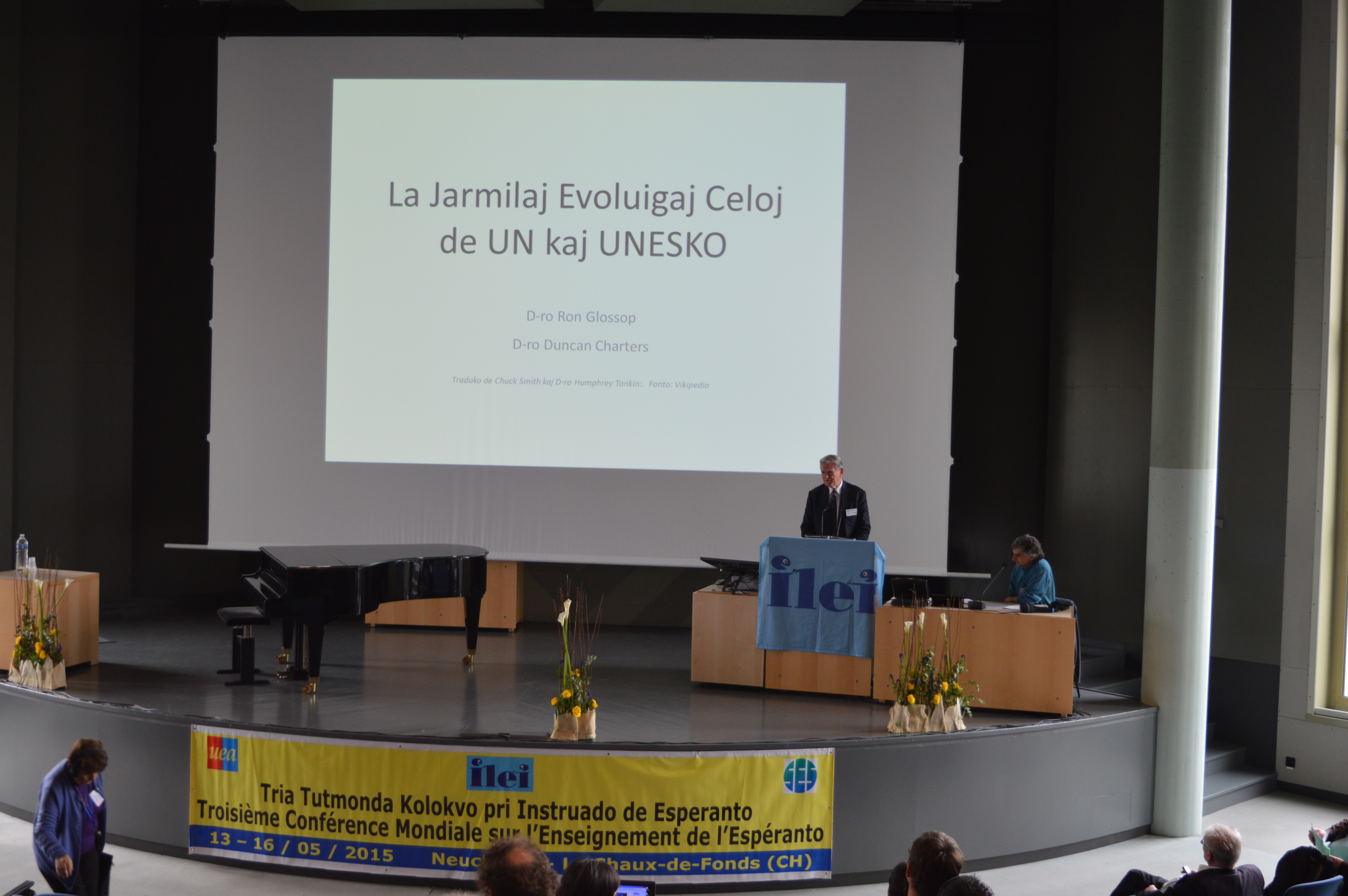
Duncan Charters habla durante el Tercer Coloquio sobre la enseñanza del esperanto en Neuchâtel 2015.

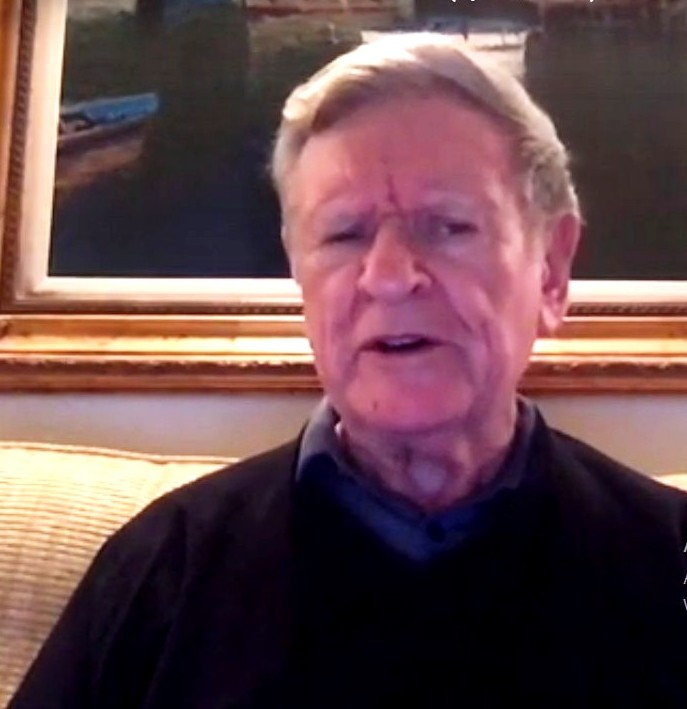
Duncan Charters, hablando con los esperantistas, sobre el movimiento del esperanto durante la pandemia del Covid-19 (abril de 2020).

Duncan Charters (nacido el 2 de mayo de 1948) es profesor universitario y esperantista. Desde julio de 2019 es el presidente de la Asociación Universal de Esperanto (UEA).
Duncan se graduó de la Universidad de Cambridge con un doctorado de la Universidad de Indiana. Desde 1974 ha sido profesor de lenguas extranjeras en Principia College en Elsah, Illinois. 
Fue profesor de idiomas extranjeros en la Universidad Estatal de Humboldt en Arcata, California, y enseñó en programas regulares y de verano en muchos otros colegios y universidades. Ha sido evaluador del programa, asesor y conferenciante para las escuelas y organizaciones, incluyendo las juntas gubernamentales de la educación de los estados de California e Illinois. En 1993, enseñó en Suiza como director de un seminario internacional para preparar profesores de idiomas. En España trabajó para el Congreso Universal de Esperanto, coordinando el tema "Educar para el siglo XXI". Participó en una conferencia internacional de profesores como especialista invitado en la enseñanza de la cultura y dio una conferencia internacional de verano en la universidad sobre el carácter básico y la importancia de la cultura y la literatura española. 
También fue profesor de esperanto. Fue presidente de ILEI (la Liga Internacional de Maestros esperantistas). A principios de 2016, se unió a la Academia de Esperanto por un período de 9 años.
Sus intereses incluyen el idioma y la literatura en español, la cultura de la enseñanza y la comprensión auditiva, el desarrollo de la competencia de habilidades lingüísticas y el uso de la tecnología en la enseñanza. 
En varios lugares presentó un famoso discurso titulado "Mi viaje al extranjero", en el que se burla de los acentos y rasgos de los esperantistas de varios países.